# 水戸まちなかフェスティバル
水戸まちなかフェスティバル（みとまちなかフェスティバル）は、毎年5月初旬 に茨城県水戸市の中心商店街をメインに行われる文化祭である。第1回は2012年に開催。

## 概要
水戸市の中心地メインストリート（国道50号）を歩行者天国とし、アート、ワークショップ、エンターテイメント、スイーツ、グルメ、ワンコイン商店街など、商店街団体や市民との協働によるイベント。

## 歴史
- 2012年　第1回を10月28日に開催[2]。
- 2013年　第2回を10月26～27日に開催[3]。当回で初めてフラッシュモブがおこなわれた[4]。
- 2014年　第3回を9月28日に開催。イベント数を27から64に増やした[5]。
- 2015年　第4回を10月25日に開催。来場者数は8万2000人[6]。
- 2016年　第5回を9月25日に開催[7]。来場者数は9万3000人[8]。
- 2017年　第6回を9月24日に開催[9]。来場者数は過去最多の10万2000人が来場した[10]。
- 2018年　第7回を9月30日に開催予定だったが、台風24号の影響で中止[11]。
- 2019年　第8回を9月16日に開催。[9]。例年の開催時期の9月最終日曜は茨城国体と被るため、2週間前倒ししての開催となる。
- 2020年～2023年　新型コロナウイルスの感染拡大防止のため第9回～第11回の開催は中止された。
- 2024年　第12回を5月3日に開催[12]。
- 2025年　第13回を5月3日に開催[13]

## アクセス
JR常磐線水戸駅下車。もしくは、東京駅八重洲南口4番乗り場より高速バス『みと号』で、終点下車。